# Rhinolophus marshalli
Rhinolophus marshalli is een zoogdier uit de familie van de hoefijzerneuzen (Rhinolophidae). De wetenschappelijke naam van de soort werd voor het eerst geldig gepubliceerd door Thonglongya in 1973.